# Schleuse Varloh
Die Schleuse Varloh ist eine Schleuse am Dortmund-Ems-Kanal (DEK). Sie liegt in Varloh, einem Ortsteil von Geeste im Landkreis Emsland.

## Beschreibung
Die Schleuse Varloh (DEK-km 158,1) wird vom Wasserstraßen- und Schifffahrtsamt Ems-Nordsee betrieben. Sie hat eine mittlere Fallhöhe von 3,67 m und wird täglich, außer an Feiertagen, von 6 bis 22 Uhr von der Leitzentrale Meppen bedient und überwacht.
Alte Schleuse
Die erste Schleusenkammer wurde 1894 aus Mauerwerk errichtet und mit der Fertigstellung des Dortmund-Ems-Kanals 1899 in Betrieb genommen. Sie ist 165 m lang, 10 m breit und wird mit zwei Stemmtoren verschlossen.
Neue Schleuse
Parallel zur alten Schleuse wurde 1954 eine weitere und breitere Schleusenkammer aus Spundwänden errichtet. Sie ist 153 m lang und 12 m breit. Im Zeitraum von 2006 bis 2007 wurde die Anlage von Grund auf saniert und auf den neuesten Stand der Technik gebracht. Die Schleusenkammer erhielt neue Schiebetore und sie wurde zur Fernbedienung und -überwachung von der Leitzentrale Meppen eingerichtet. Theoretisch würde die neue Schleuse die Passage von Binnenschiffen der Klasse Vb erlauben, einige benachbarte Schleusen im Nordabschnitt des Dortmund-Ems-Kanals können zurzeit aber nur Fahrzeuge bis zur Klasse IV (Europaschiff) aufnehmen.